# Carl Frederik Isak Dalgas
Carl Frederik Isak Dalgas, född den 13 mars 1787 i Fredericia, död den 27 mars 1870 på sin egendom Aldeberts minde, i närheten av Vejle, var en dansk lantbruksförfattare, farbror till Carl Eduardo och Enrico Mylius Dalgas. 
Dalgas, vars far, Jean Dalgas, född i Lausanne av fransk hugenottsläkt, var reformert präst, författade Iagttagelser over Hampens Dyrkning (1812), Forsøg til en kort og fattelig Lærebog i Agerbruget til Afbenyttelse for den danske Bonde (1822; ny upplaga 1824; prisbelönt), Huusdyrenes Behandling (1831) och Mine Erfaringer i Landbruget (1859) samt flera ekonomiska och statistiska amtsbeskrivningar jämte många tidningsartiklar. 